# Prodoretus winkleri
Prodoretus winkleri är en skalbaggsart som beskrevs av Ohaus 1912. Prodoretus winkleri ingår i släktet Prodoretus och familjen Rutelidae. Inga underarter finns listade i Catalogue of Life.